# Pose en délit
Pour les articles homonymes, voir Délit.

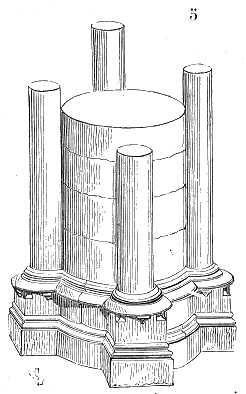
Colonne inscrite entre quatre colonnettes décoratives en délit - (XIII^{e} siècle).

En architecture et en construction en pierre, le délit s'oppose au lit. Il s'agit de la taille et de la pose d'une pierre en vue d'une construction. Traditionnellement, la pierre est taillée et posée selon le lit de carrière, c'est-à-dire la disposition des strates géologiques qui ont constitué la roche, et qui sont sensiblement horizontales. De cette manière la pierre résiste au mieux à la compression, donc à la pression des charges qui s'exercent sur elle.
La pose en délit consiste à poser la pierre, au contraire, avec un lit vertical, mais cette pose induit un risque de fissure verticale ou de délitement. C'est pourquoi elle est prohibée pour des matériaux à structure « feuilletée » comme certains calcaires et les schistes, et plus appropriée à des matériaux homogènes. Cependant, la construction en délit a été beaucoup utilisée par les Romains, puis par les bâtisseurs du gothique flamboyant, pour des raisons esthétiques (aspect, grandes hauteurs sans joints) et, de fait, par démonstrations de virtuosité technique. Dans le cas de colonnes, cette taille implique de les décharger de leur rôle porteur pour les reléguer à des fonctions décoratives, par des arcs de décharge par exemple.
Des contraintes techniques peuvent également pousser à tailler et positionner ainsi la statuaire si les bancs qui permettent une fine sculpture sont peu épais.